# شهرستان شاوات
ناحیهٔ شاوات (به ازبکی: Shovot District) یک ناحیه و ناحیه در ازبکستان است که در ولایت خوارزم واقع شده‌است.